# Brasero
Brasero — свободная программа для записи CD и DVD для UNIX-подобных операционных систем, которая представляет собой графический интерфейс для cdrtools, dvd+rw-tools и libburn.
Написана на языке C с использованием GTK+. Официально включена в Gnome 2.26 и выше.
Используется по умолчанию в Ubuntu начиная с версии 8.04.

## Возможности

### CD-DVD с данными
- Изменение содержимого дисков;
- Прожиг дисков «на лету»;
- Автоматическая фильтрация нежелательных файлов (скрытые файлы, битые и рекурсивные ссылки и т. д.);
- Поддержка мультисессий;
- Поддержка Joliet;
- Снятие образов.

### Аудиодиски
- Запись и изменение информации CD-Text;
- Запись дисков «на лету»;
- Поддержка всех форматов, которые распознаёт GStreamer.

### Другое
- Форматирование CD и DVD;
- Сохранение и загрузка проектов;
- Поддержка образов iso и cue;
- Предварительный просмотр мультимедиафайлов;
- Распознавание устройств (используется HAL);
- Поддержка Drag-and-Drop и вставка из Nautilus;
- Поиск файлов при помощи Beagle;
- Просмотр содержимого списков воспроизведения;
- Ввод и вывод происходит асинхронно, что предотвращает блокирование устройств.